# Nœud de sangle

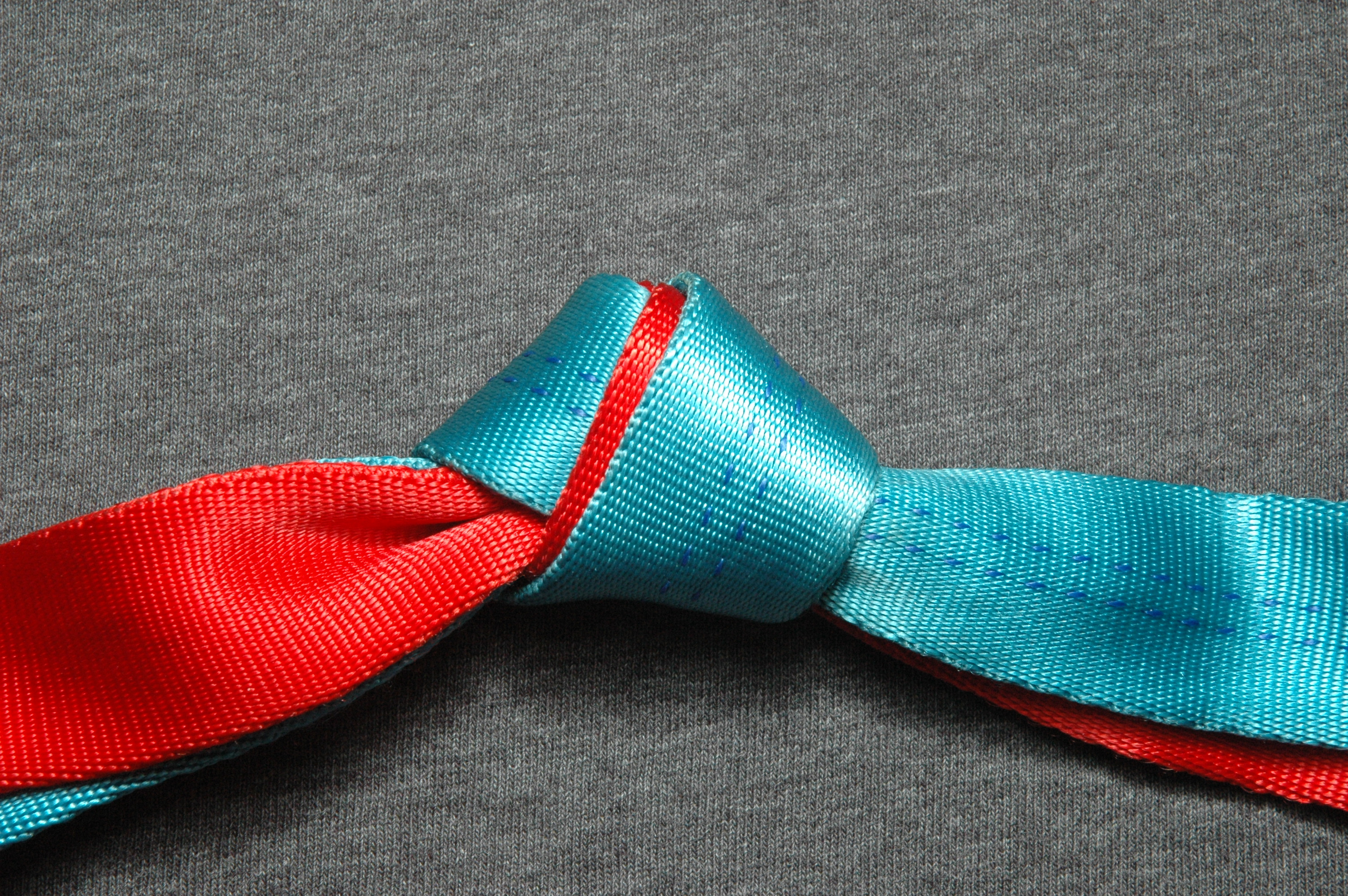
Nœud de sangle

Le nœud de sangle, parfois appelé nœud américain, est un nœud d'ajut composé de deux nœuds simples entrelacés utilisable pour joindre deux sangles de mêmes dimensions, ou confectionner un anneau de sangle avec une sangle plate ou un anneau de cordelette avec une cordelette.

## Réalisation
Il se confectionne en réalisant dans un premier temps un nœud simple sur un des bouts, et dans un second temps en repassant l'autre bout en sens inverse en doublant le nœud simple, en faisant bien attention à ce que les sangles soient bien superposées. On obtient alors un nœud simple de plein poing. Une fois serré, le nœud de sangle simple est quasiment impossible à défaire, en revanche, un risque de glissement existe selon la matière de la sangle ou de la cordelette. Les alternatives sont le nœud en huit et, mieux encore, de neuf (avec une torsion supplémentaire), sont aussi utilisables pour des sangles en ajut, plus sûrs, et plus faciles à dénouer. 

## Sécurité
Afin d'éviter les risques liés au glissement du nœud, il est important de laisser au moins une dizaine de centimètres de bout courant de chaque côté, de serrer chaque brin indépendamment et serrer le nœud fortement avant usage voire appliquer le poids du corps. Il est nécessaire de vérifier le nœud avant chaque usage. De plus, il est conseillé de réaliser un nœud d'arrêt sur chaque courant autour du dormant opposé ou de coudre les courants aux dormants pour éviter tout glissement.
Bien que très utilisé en escalade, en alpinisme et en spéléologie, le nœud de sangle simple, sans autres précautions, a vu sa sécurité mise en cause. En effet, des tests ont montré que sous certaines conditions le nœud de sangle simple peut se dénouer sous la charge, les sangles pouvant glisser légèrement mais régulièrement en cas de mises en tension répétées, même sous des charges relativement faibles. Le courant de la sangle extérieure est celui qui a tendance à glisser et se déloger (la courroie bleue dans l'illustration). Il est conseillé de placer le nœud de sorte que le dormant de la courroie intérieure soit vers le haut et celui de la courroie intérieure vers le bas du dispositif.
Le nœud peut aussi accrocher une aspérité et se défaire inopinément. L'alpiniste autrichien Walter Siebert décrit ce risque dans une vidéo publiée en ligne (en anglais) et plus complètement dans des articles (en allemand).

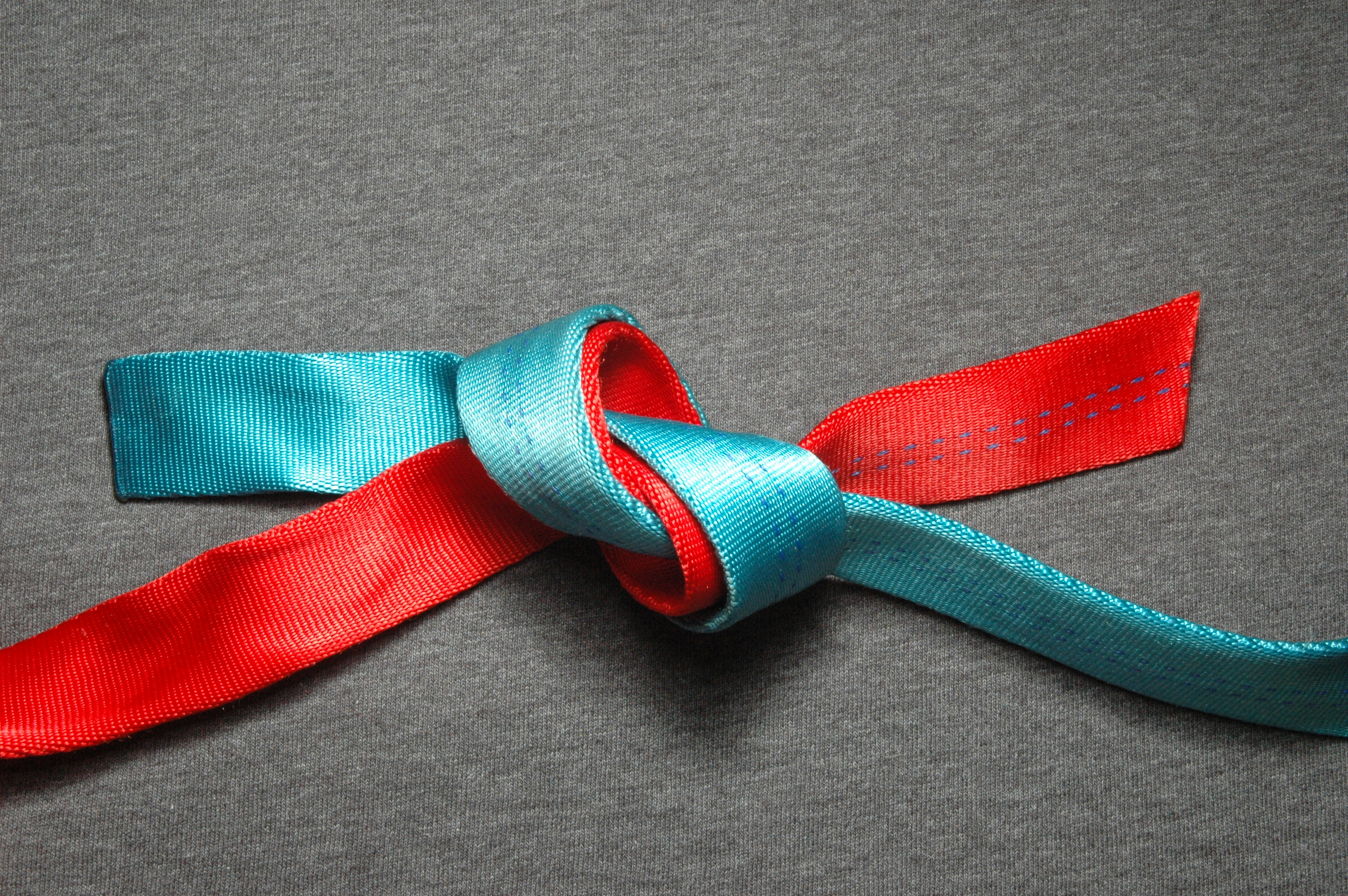
Nœud de sangle avant serrage.